# Valea Abruzel
Valea Abruzel falu Romániában, Erdélyben, Fehér megyében. Közigazgatásilag Bucsony községhez tartozik.

## Fekvése
Bucsum-Szát közelében fekvő település.

## Története
Valea Abruzel korábban Bucsum-Szát része volt. 1956 táján vált külön, ekkor 172 lakosa volt.
1966-ban 193, 1977-ben 169, 1992-ben 146, 2002-ben 122 román lakosa volt.